# Приветствие Беатриче (1869)
«Приветствие Беатриче» — картина английского художника-прерафаэлита Данте Габриэля Россетти, созданная в 1869 году. Картина не связана с одноимёнными работами Россетти, созданными в 1859 и 1880 году. В 1872 году Россетти создал уменьшенную копию этой картины акварелью, основным отличием также является голубое платье на героине.
Натурщицей для образа Беатриче стала Джейн Моррис. Сюжет картины взят из стихотворения Данте Алигьери «Новая жизнь», где Данте впервые встречает Беатриче. После смерти своей супруги Элизабет Сиддал, также изображавшейся Россетти в образе Беатриче, художник ассоциировал свои чувства к Джейн Моррис, находившейся замужем, с историей Данте и Беатриче. Текст на картине вверху слева — взяты из сонета Алигьери (из XXVI части, начиная словами Tanto gentile e tanto onesta pare [Столь благородна, столь скромна бывает…]).
Картина была выставлена на аукционе Кристис 31 мая 2012 года. В пресс-релизе к лоту указывалось на то, что картина прежде хранилась в небольшом частном собрании и никогда не выставлялась на публике. Единственным упоминанием о картине было личное письмо Россетти к Джейн Моррис.